# Narcissus papyraceus
Narcissus papyraceus (нарцис паперовобілий) — багаторічна рослина роду нарцис. Назва виду походить від papyrus — «папірус» і aceus — «подібний».

## Опис
Стебла зелені й ростуть вертикально до висоти, як правило, 30–45 см, хоча це залежить від сорту. Білі квітки знаходяться в пучках і сильно ароматні. Їх часто вирощують як кімнатну рослину, і часто змушують квітнути на Різдво.

## Поширення
Ця багаторічна цибулинна рослина родом із західної частини Середземного регіону, у Європі — від Греції до Португалії, в Азії — Марокко та Алжир. Вид натуралізований у штатах Техас, Каліфорнія та Луїзіана і вважається натуралізованим на Азорських островах і Корсиці.